# Lothar Wallraf
Lothar Wallraf (* 1923; † 2005 in Weimar) war ein deutscher Historiker und Archivar.

## Leben
Er promovierte an der Gesellschaftswissenschaftlichen Fakultät der Friedrich-Schiller-Universität Jena 1970 mit einer Arbeit unter dem Titel: Zur Politik der Deutschkonservativen Partei in den letzten Jahrzehnten ihres Bestehens <1898–1918> unter den Bedingungen der imperialistischen Epoche.
Wallraf war leitender Archivar am Stadtarchiv Weimar von 1957 bis 1959. Seine Nachfolgerin in dieser Position war Gitta Günther. Seine Verdienste liegen im Bereich der Erforschung der Stadtgeschichte Weimars und der Beständeerschließung ihrer Quellen.

## Werke
- Zus. mit Gitta Günther: Das Stadtarchiv Weimar und seine Bestände, Böhlau, Weimar 1967.
- Zur Politik der Deutschkonservativen Partei in den letzten Jahrzehnten ihres Bestehens <1898–1918> unter den Bedingungen der imperialistischen Epoche, Diss. Jena 1970.
- Zur Gründung der Ortsgruppe der KPD in Weimar vor 70 Jahren, hrsg. von Kreisleitung der SED Weimar, Weimar 1989.
- Zus. mit Gitta Günther: Bibliographie zur Geschichte der Stadt Weimar, Böhlau, Weimar 1982.
- Zus. mit Gitta Günther: Geschichte der Stadt Weimar, 2. Aufl. Böhlau, Weimar 1976. (Erstauflage Böhlau 1975.)